# 소설 (은운 저서)
《소설》(중국어: 小說)은 양나라의 문학가 은운의 저서이다. 송나라 유의경의 ≪세설신어≫의 뒤를 이어 나온 지인류 필기 문헌이다. 지인 고사는 물론이고 민간 전설과 지괴 고사 등 광범위한 내용이 담겨 있다. 
은운이 이 책을 쓴 목적은 우선 양 무제의 칙명을 받아 정사에 실을 수 없는 내용을 구별하기 위한 것이었다. 기록을 통해 본 ≪소설≫의 내용은 ‘이치에 맞지 않는 이야기’와 ‘사관이 마땅히 기록하지 않은 바’라고 하듯이 역사가 아니라 소설적 특성에 부합하는 내용을 담고 있다. 사실상 ≪소설≫이 포괄하고 있는 내용은 역대 문인 명사들의 일화와 행적 이외에 민간 전설과 산천 풍물, 심지어 적잖은 지괴 고사까지 실려 있어서 내용이 비교적 광범위하다.
≪소설≫의 취재 고사는 노신이 “여러 전적에서 채록했다”고 했듯이 지인 소설과 지괴 소설을 가리지 않고 전대의 옛 책에서 채록한 것이며, 은운 자신이 윤색한 것도 일부 들어 있다. 또한 각 고사마다 인용한 서명을 명기해 놓았는데, 그 인용 서적이 현재 전하지 않는 것도 있고, 전한다 하더라도 해당 고사가 실려 있지 않은 경우도 있어서 그 자료적 가치가 높다. 이는 다른 지인 소설에서는 보이지 않는 ≪소설≫만의 특성으로서 ≪세설신어≫의 유효표 주와 비슷한 점이 있다.

## 서지 정보
- 김장환 역, 2009년, 지식을만드는지식[깨진 링크(과거 내용 찾기)] ISBN 978-89-6406-208-1